# Бутою
Бутою (рум. Butoiu) — село у повіті Яломіца в Румунії. Входить до складу комуни Сфинту-Георге.
Село розташоване на відстані 63 км на схід від Бухареста, 42 км на захід від Слобозії, 127 км на південний захід від Галаца, 147 км на південний схід від Брашова.

## Населення
За даними перепису населення 2002 року у селі проживали 810 осіб, усі — румуни. Усі жителі села рідною мовою назвали румунську.